# Дискаверер-5
Дискаверер-5 (англ. Discoverer 5) (KH-1 2, Corona 5) — американский космический аппарат. Аппарат из серии разведывательных спутников KH-1, запускавшихся по программе CORONA.

## Конструкция
Спутник был неотделяемым от второй ступени «Аджена» и вместе с ней составлял 5,73 метра в длину и 1,52 метра в диаметре. Корпус изготовлен из магниевого сплава. Полезная аппаратура массой 111 кг располагалась в носовом обтекателе. В самой передней части спутника располагалась возвращаемая капсула массой 88 кг. Капсула имела вид полусферы с диаметром 84 см и длиной 69 см.
Оборудование состояло из панорамной камеры с разрешением 12 метров. Плёнка с отснятым материалом должна была быть доставлена на Землю в спускаемой капсуле.

## Запуск
Дискаверер-5 был успешно запущен ракетой Тор-Аджена с базы Ванденберг 13 августа 1959 года. 14 августа от аппарата была отделена спускаемая капсула. При помощи тормозного двигателя она была спущена над Тихим океаном. Однако с капсулы не было получено сигналов радиомаяка, найти её так и не удалось.